# واساگا بیچ
واساگا بیچ (ساحل واساگا، به انگلیسی: Wasaga Beach) یک منطقهٔ مسکونی در کانادا است که در شهرستان سیمکو واقع شده‌است. واساگا بیچ ۲۰٬۶۷۵ نفر جمعیت دارد.